# اورورا سنتر (داکوتای جنوبی)
اورورا سنتر(به انگلیسی: Aurora Center) شهری در ایالت داکوتای جنوبی کشور ایالات متحده آمریکا است که جمعیت آن در سرشماری سال ۲۰۱۰ میلادی، ۱۲ نفر بوده‌است.